# Santiago (Cartes)
Santiago o Santiago de Cartes es una localidad del municipio de Cartes (Cantabria, España). Está situado a 31 metros de altitud sobre el nivel del mar, y es el núcleo más poblado del municipio con 3442 habitantes en el año 2013 (INE). Destaca del lugar el mercado que acoge cada domingo por la mañana, con una masiva afluencia de público que desborda habitualmente tanto los establecimientos como las carreteras cercanas a la localidad. 